# Трулски сабор
Трулски сабор или  Пето-шести сабор је назив за црквени васељенски сабор одржан у Kонстантинопољу 691.-692. године. 
Сабор је сазван 11 година након Трећег цариградског сабора у настојању  да донесе дисциплинска правила за Цркву коју претходна два сабора (Други и Трећи цариградски) нису били донели. Сазвао га је и њиме председавао римски цар Јустинијан II. У раду сабора учествовало је 215 епископа, углавном из источних делова Римског царства. Његови су документи изузетно важни као извор унутрашњег црквеног права за православне цркве, који их сматрају документима Трећег цариградског сабора.
Циљ сазивања сабора је увести нова и строжија правила за Цркву. 
102 канона која је усвојио Трулски сабор понекад се у православној цркви називају одлукама Шестог васељенског сабора, јер се он сматра његовим наставком.
36. правило потврдило је 28. правило Халкидонског сабора, које Рим није прихватио:
„Обнављањем закона сто педесет светих отаца који су се окупили у овом граду, и шест стотина и тридесет окупљених у Халкидону, утврђујемо да престо Цариград има једнаке предности са престолом древног Рима, и штавише, нека се уздиже у црквеним стварима, будући да је други; на крају је наведен престо великог града Александрије, затим престо Антиохије, а након тога престо града Јерусалима. "
82. правило забранило је приказивање Исуса Христа у облику јагњета и уместо тога прописало је да се Он представља на иконама "у складу с људском природом". 
13. правило осудило је целибат свештеника; 55. пост, који је усвојила западна црква.
11. правило забранило је различите односе са Јеврејима под претњом екскомуникације, укључујући забрану заједничке молитве са њима:
„Нико од припадника свештеника или лаика не би требало да једе бесквасни хлеб који су дали Јевреји, нити да улази у заједницу са њима, нити их назива у болестима, и прихвата лекове од њих, или се пере у купаоницама. Ако се неко усуди то учинити: нека свештеник буде рашчињен и лаик нека буде екскомунициран."
Одлуке сабора потписали су цар и четири патријарха:
- цар Јустинијан II.
- Павле I Цариградски, епископ Цариграда, новог Рима.
- Петар Александријски, епископ града Александрије.
- Анастасије II, епископ светог града Јерусалима.
- Георгије, епископ града Антиохије.

и други источни епископи.
Акти Светога сабора били су послати у Рим како би их папа Сергије I могао потписати. Сергије је одбио да их потпише, називајући их заблудама. Трулски сабор у западној цркви до данас није признат.